# 守城錄
《守城錄》是写于南宋的一部军事著作，共四卷。由不同的人写成于三个不同的时期，所以分三部分。 
1. 第一部分《〈靖康朝野佥言〉后序》共一卷，為陳規所著。卷末署“绍兴十年五月日陳規序”，說明正好写于「順昌之戰」之时，但內容是關于夏少曾記錄「靖康之難」的著作的評論，主要是為避免「靖康之難」之重演而提出的御敌之策。此卷被徐梦莘收录进了《三朝北盟會編》。
2. 第二部分《守城機要》共一卷，為陳規所著。是陳規记述自己守德安府时的战略、战术。此卷在《宋史》和《遂初堂书目》中被稱為《德安守城录》。
3. 第三部分《建炎德安守御錄》共上、下兩卷，這不是陳規所著，而是汤璹于淳熙十四年（1187年）以后追记的陳規守德安府的事迹。

宋孝宗乾道八年（1172年），南宋朝廷将《守城機要》一卷作为參考書頒發給各地将领。绍熙四年（1193年）汤璹将《建炎德安守御錄》上呈朝廷。后來宋宁宗下旨將這三部分各自獨立的書籍匯編為《守城錄》四卷。

## 内容

### 管形火器
本書記載了陳規于绍兴二年（1132年）研制成长竹竿火枪20余支及其在守城作战。最早的火枪是五代时期的敦煌壁画中的管形火器，五代的火枪在科技史上具有重要意义，到了南宋有明确记载的战场使用，虽然作用不大。

### 其他
另外，本書具体阐述了砲在守城中的新使用方法，即由原來的配置城头变为暗设在城里不讓攻城者看到，這樣更加安全。砲擊時則由城上观察目标，纠正射向和弹着点。
本书提出「善守城者」不可只守无攻，而要「守中有攻」注意城内外道路以便随时乘隙出击。它主张改革舊城廓，如收缩易受砲击的四方城角，由原来的一城一壕加建成為多重的「重城重壕」，以增强城邑防御能力。